# Arno Vetterling
Arno Vetterling (* 26. März 1903 in Naumburg (Saale); † 30. Januar 1963 in Hildesheim) war ein deutscher Kapellmeister und Komponist, der vor allem mit seinen Operetten erfolgreich war.

## Leben und Werk
Nach seinem zeitweiligen Engagement als Kapellmeister in Chemnitz begann Vetterling in den 1930er Jahren, musikalische Bühnenwerke zu komponieren. Den größten Erfolg erreichte er dabei mit seiner singspielhaften Operette Liebe in der Lerchengasse, die am 31. Dezember 1936 in Magdeburg ihre Uraufführung erlebte und bis in die 1960er Jahre oft auf deutschen Bühnen gespielt wurde. Heute sind sowohl Vetterling als auch seine Werke weitgehend vergessen.

## Quelle
- Der Musik Brockhaus. Brockhaus, Wiesbaden; Schott, Mainz 1982, ISBN 3-7653-0338-0
- Arno Vetterling, Von der Inspiration. In: Stadttheater Graz: Das Programm. Spielzeit 1937/38, Nr. 33, S. 11 f.

| Personendaten    | Personendaten                         |
| ---------------- | ------------------------------------- |
| NAME             | Vetterling, Arno                      |
| KURZBESCHREIBUNG | deutscher Komponist und Kapellmeister |
| GEBURTSDATUM     | 26. März 1903                         |
| GEBURTSORT       | Naumburg (Saale)                      |
| STERBEDATUM      | 30. Januar 1963                       |
| STERBEORT        | Hildesheim                            |